# Bamberg
Pour les articles homonymes, voir Bamberg (homonymie).
Bamberg (parfois orthographié Babenberg ; Bambärch en bambergeois (de)) est une ville allemande, située dans le sud du pays, dans le nord du Land de Bavière et la région de Haute-Franconie. Elle est le chef-lieu de l'arrondissement de Bamberg et le centre urbain de l'ouest de la Haute-Franconie. Elle dépend de la région métropolitaine de Nuremberg (de).

## Description
Ville de taille moyenne, elle abrite une université, un archidiocèse, un orchestre symphonique de grande renommée (le Bamberger Symphoniker) et est un centre économique pour la région.
Depuis le début de XIXe siècle, Bamberg est rattachée à la Bavière. Ville épiscopale, troisième site historique[De quoi ?], Bamberg abrite 2 200 monuments historiques. Les églises médiévales côtoient des maisons bourgeoises de style baroque et des édifices monumentaux. Le monument le plus réputé de cette ville est la cathédrale Saint-Pierre et Saint-Georges, dont les quatre tours s'élèvent par-dessus la ville, et qui est l'une des plus anciennes cathédrales de l'Empire.
Bâtie sur sept collines, la ville est née au Moyen Âge et a été transformée aux XVIIe et XVIIIe siècles en cité baroque par les princes-évêques.
En 1007 avec sa femme Cunégonde, Henri II choisit Bamberg comme capitale et évêché. En 1014, il est sacré Empereur du Saint-Empire. L'ancien hôtel de ville du XIVe siècle est bâti sur une île artificielle de la rivière Regnitz.
Sous le règne des princes-évêques Lothaire-François de Schönborn (1693-1729) et Frédéric-Charles de Schönborn-Buchheim (1729-1745), la ville connut, à l'époque baroque, une floraison culturelle.
C'est un important centre économique et culturel de la Franconie (en allemand Franken). Les destructions que connurent la majorité des villes allemandes durant la Seconde Guerre mondiale furent épargnées à Bamberg qui n'était alors pas industrialisée.
« Ville de rêve » (« Traumstadt »), Bamberg est inscrite au patrimoine mondial de l'UNESCO depuis 1993 et son cœur historique figure parmi les mieux préservés d'Allemagne.
La ville compte aujourd'hui environ 75 000 habitants, et jusqu'à 112 000 en tenant compte de l'agglomération.

## Géographie
La ville fut construite dans le creux d'une vallée où coule la Regnitz. La ville primaire se trouve à un embranchement dont le bras droit rejoint le canal Rhin-Main-Danube. De nombreux éléments se trouvent dans cette dépression, comme la colline de la cathédrale et le jardin municipal. Cette position, entre les deux bras du cours d'eau, a façonné le développement de la vieille ville.

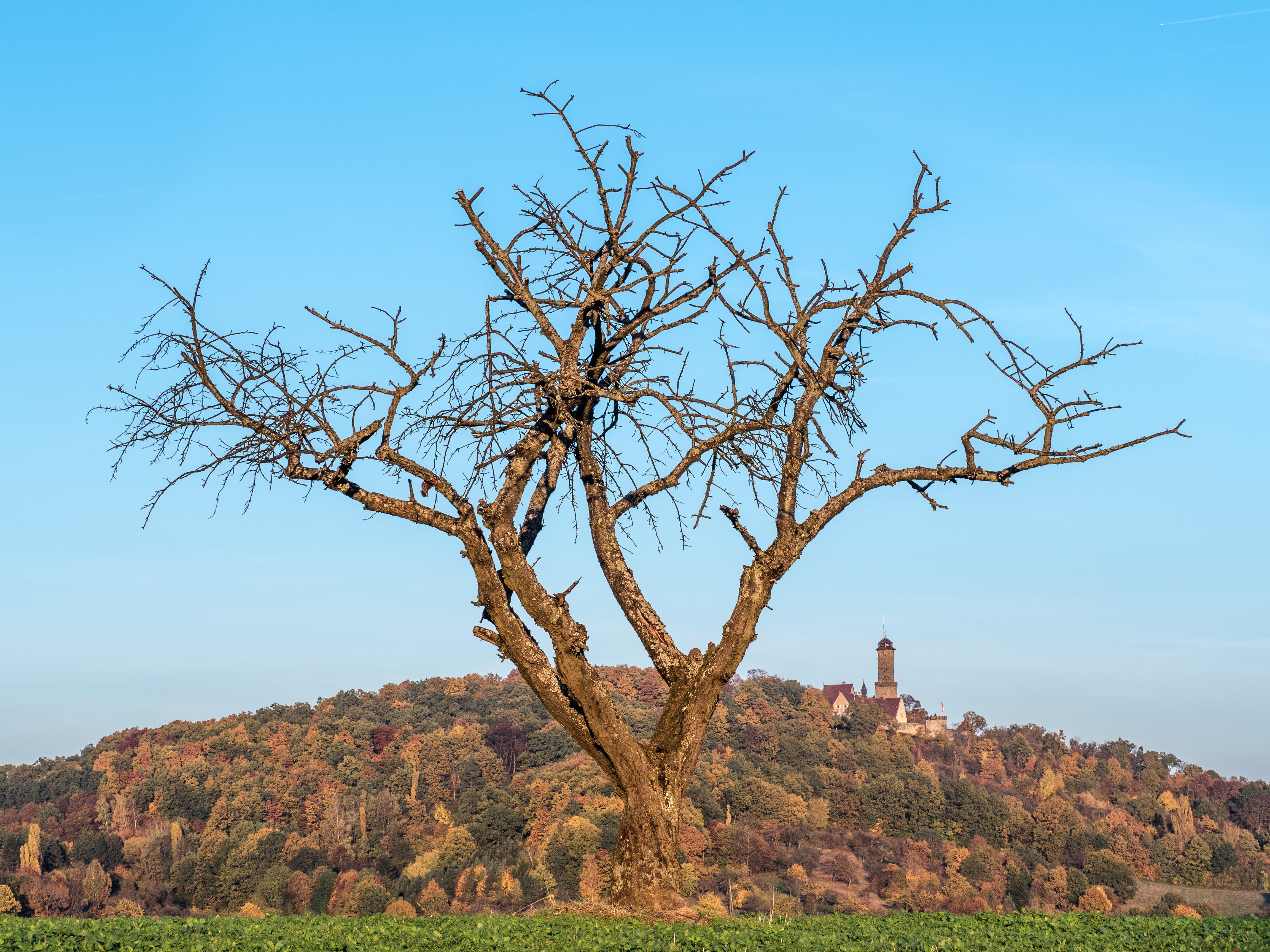
L'aire protégée (WDPA) d'Altenburg-Rothof à Bamberg.
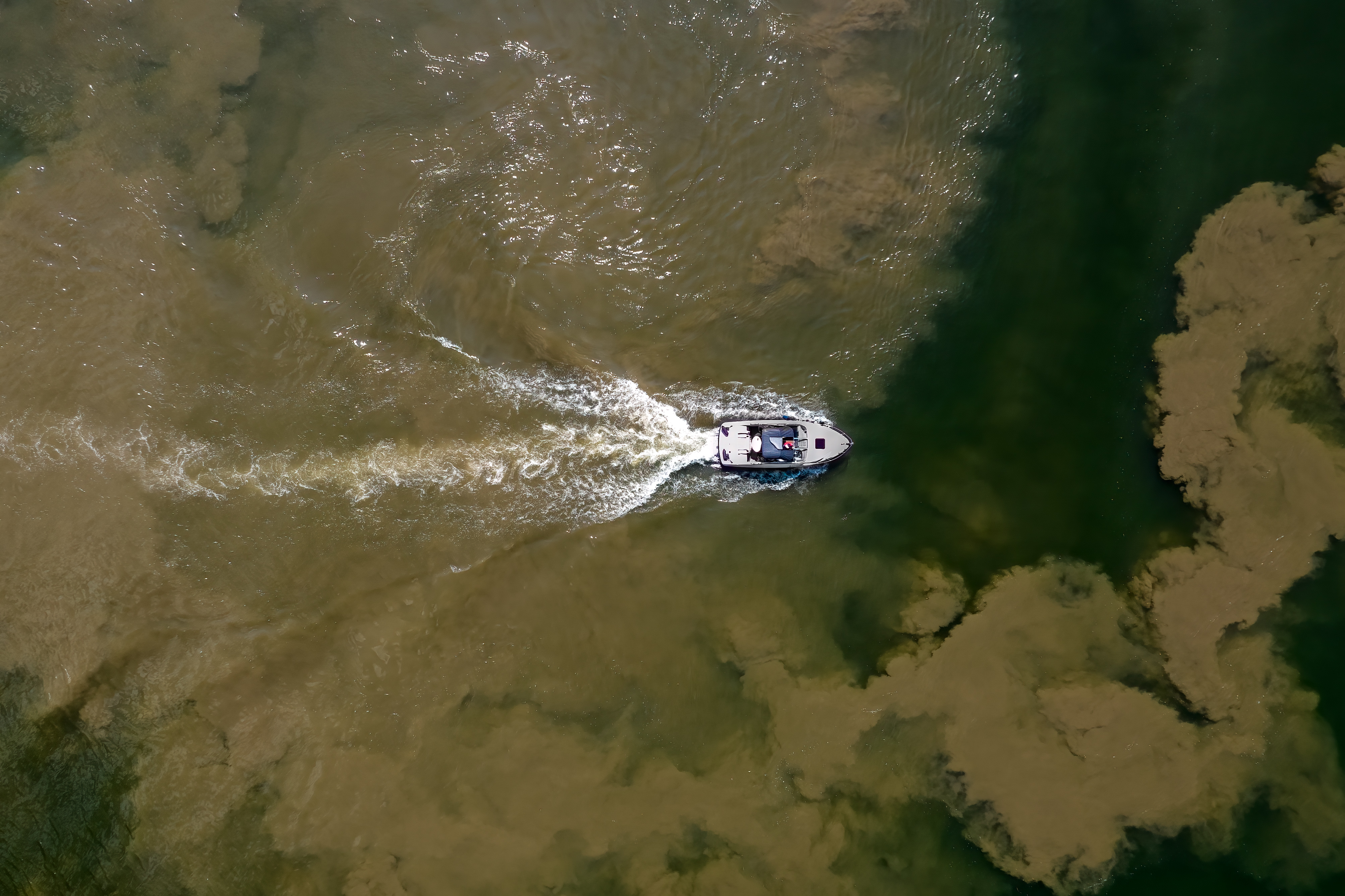
Sur le canal Rhin-Main-Danube à Bamberg.

Dans le Bruderwald près de Bamberg
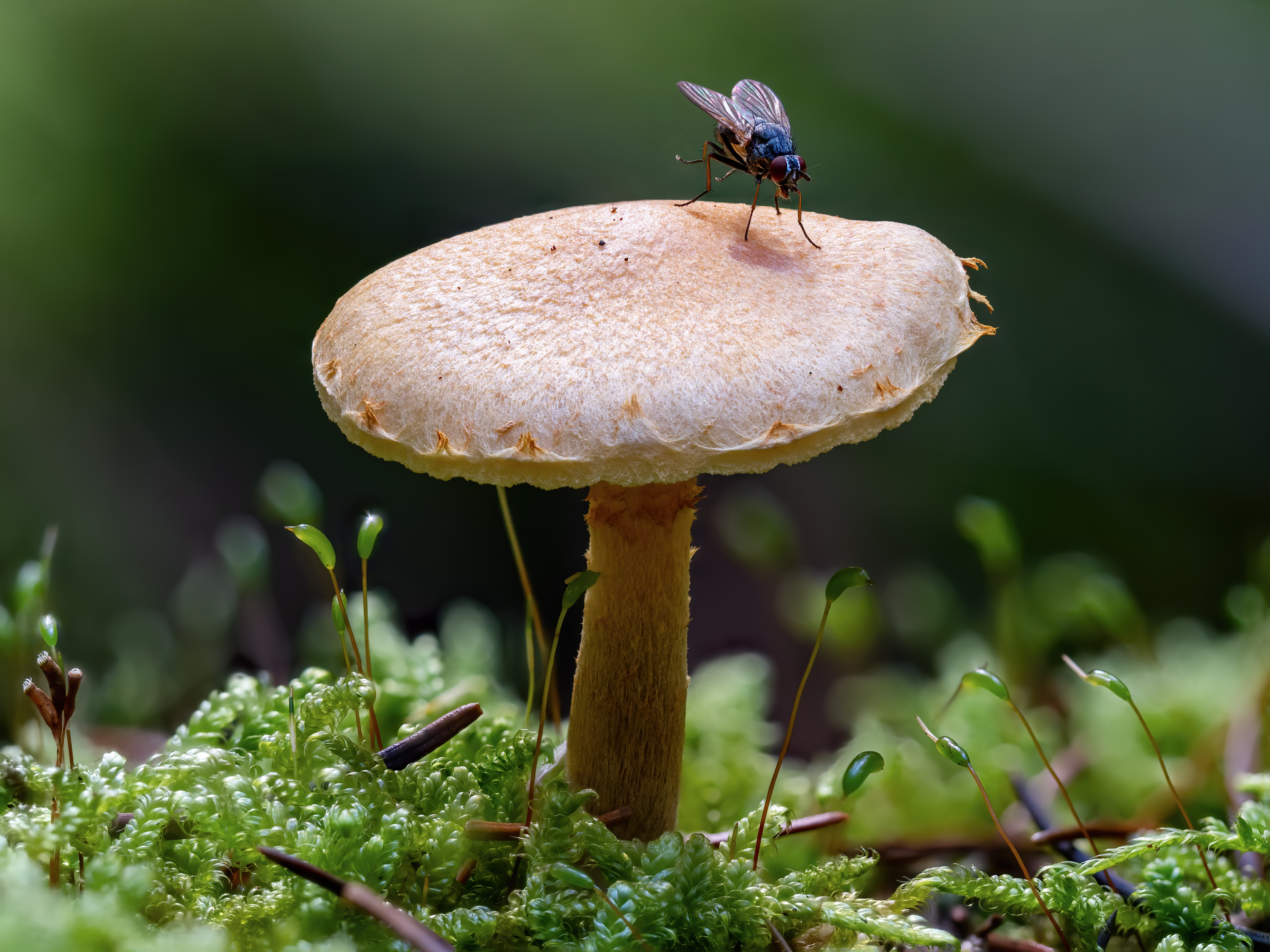
Un jeune bolet avec une mouche dans le Bruderwald.
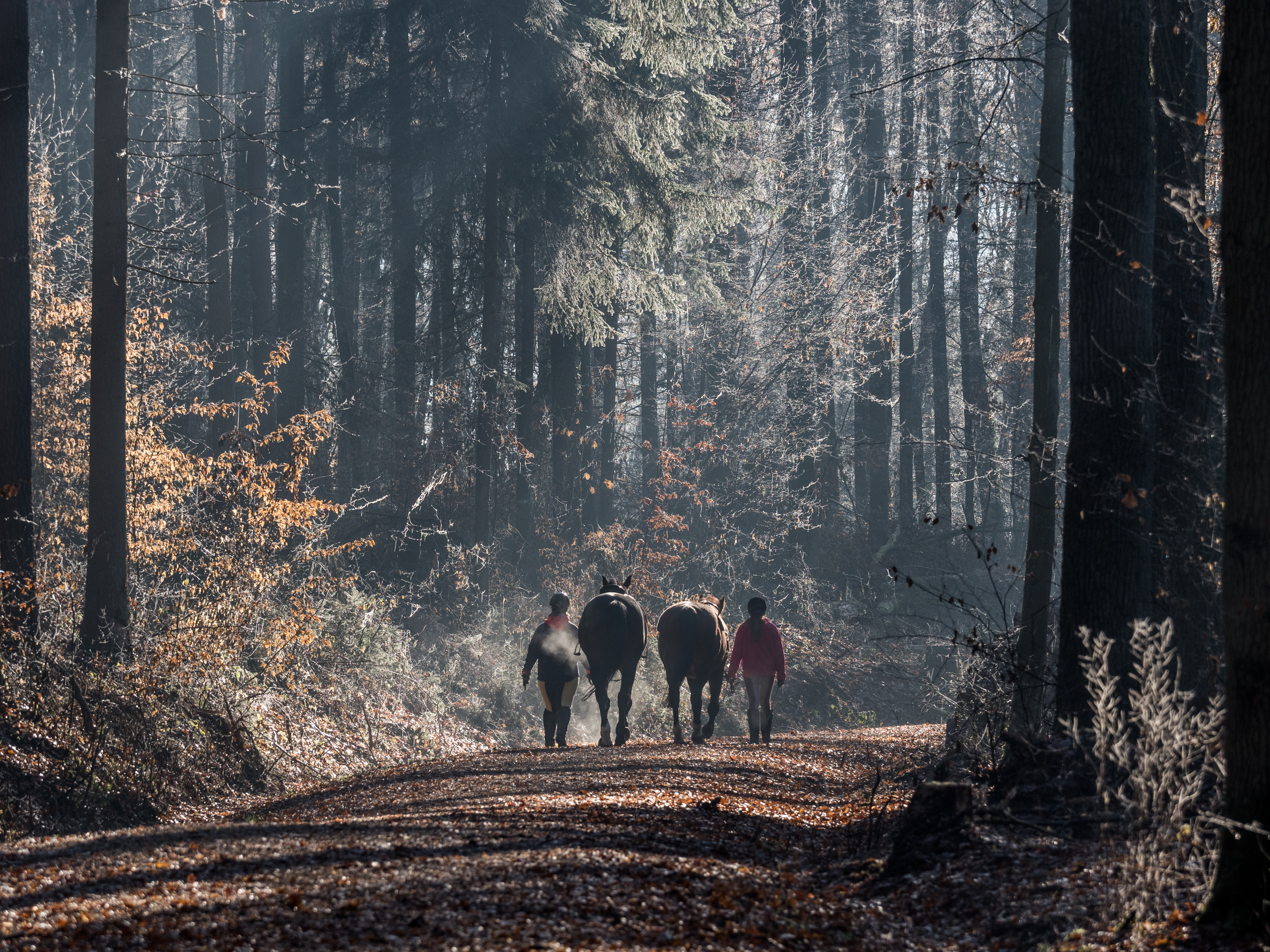
Des cavaliers dans le Bruderwald.
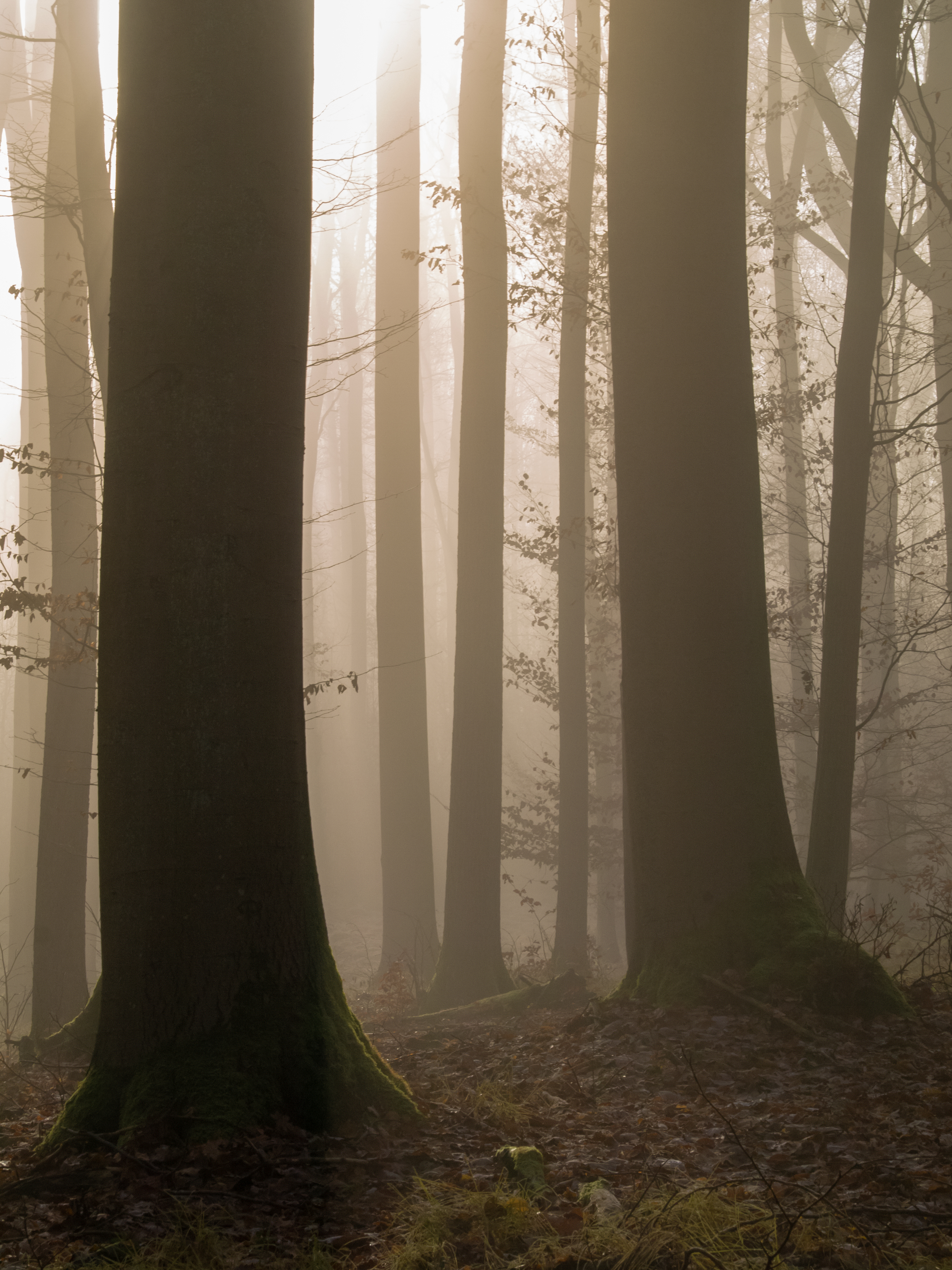
Brouillard dans le Bruderwald.

La Regnitz poursuit son cours vers le nord-ouest puis en direction de l'ouest où elle gagne la ville de Bischberg. Au sud, le cours rejoint Fürth, à l'ouest du Steigerwald ; au nord-nord-ouest se trouve la vallée et le parc naturel des Haßberge (de) ; à l'est se trouve la basse montagne du parc naturel forestier de Franconie-Suisse-Veldensein (de) où s'élèvent les monts Geisberg (de) (585 m) et Katzenberg (de).
| Bischberg, Oberhaid | Hallstadt | Gundelsheim, Memmelsdorf |
|                     | Bamberg   | Litzendorf               |
| Stegaurach          | Pettstadt | Strullendorf             |

### Climat
Un climat tempéré chaud est présent à Bamberg. Les précipitations à Bamberg sont importantes. Même lors des mois les plus secs, les averses persistent. Les températures moyennes sont de −1,1 °C pour le mois le plus froid (janvier) et de 17,8 °C pour le mois le plus chaud (juillet). Selon la classification de Köppen-Geiger. Sur l'année, la température moyenne à Bamberg est de 9.9 °C.
- La température maximale enregistrée a été atteinte le 7 juillet 1957 avec 38 °C.
- La température minimale enregistrée a été atteinte le 10 février 1956 avec −30,1 °C.

## Histoire
| Appartenances historiques Principauté épiscopale de Bamberg 1245–1802 Électorat de Bavière 1802–1806 Royaume de Bavière 1806–1918 République de Weimar 1918–1933 Reich allemand 1933–1945 Allemagne occupée 1945–1949 Allemagne 1949–présent |

- VIIe siècle : existence d’un grand château fort sur l’une des collines.
- 902 : la ville est évoquée sous le nom de Castrum Babenberch pour la première fois. Elle est la propriété de la famille des Babenberg de Franconie occidentale. Après leur disparition, le fief échoit à la couronne.
- 973 : l'empereur Otton II offre le château et le village de Papinberc au duc de Bavière Henri le Querelleur.
- 995 : après la mort de son père Henri le Querelleur, le futur empereur et saint Henri II, hérite de Bamberg.
- 997 : Henri II et son épouse, la future sainte Cunégonde, séjournent à Bamberg.
- 1007 : L'empereur Henri II et l'impératrice Cunégonde fondent l'évêché de Bamberg et font de la ville la capitale de leur empire. La même année commence la construction d'une cathédrale, qui est détruite deux fois par le feu.
- 1012 : la construction de l'ancienne cathédrale romane est achevée. Après avoir été détruite dans un incendie, la cathédrale est reconstruite en 1237.
- 1102 : Otto de Bamberg est élu évêque de la ville. Il est canonisé après sa mort. Il est le troisième saint patron de la ville après les époux impériaux Henri II et Cunégonde.
- 1623-1633 : la chasse aux sorcières atteint son apogée : de nombreux hommes et femmes mais aussi un maire de la ville meurent.
- 1693-1746 : les évêques de la famille franconienne de Schönborn règnent à Bamberg et transforment la ville médiévale une ville moderne baroque.
- 1707-1709 : la Salle impériale de la Nouvelle Résidence de Bamberg abrite une œuvre picturale de Melchior Steidl, peintre attaché à la cour de Würzburg. L'artiste a pourvu le plafond d'une architecture en trompe-l'œil. La perspective a été conçue à partir d'une étoile marquée sur le sol.
- En 1800 s'installent de nombreux représentants du romantisme allemand : Hoffmann, Hegel ou Tieck, pour y travailler quelques années en tant qu'écrivain, compositeur et philosophe.
- 1801-1802 : le traité de Lunéville, signé en 1801, attribue l'évêché de Bamberg à la maison de Bavière, entre autres pour compenser la perte du Palatinat. Bamberg est occupée par des troupes bavaroises en 1802 et fait partie de la Bavière depuis.
- 1907 : Guerre de la bière de Bamberg : les restaurateurs boycottent la bière locale en raison d'une hausse des prix.
- Durant quelques mois après la Première Guerre mondiale, Bamberg devient la capitale de la Bavière : Le Parlement et le gouvernement décide ici d'une « constitution bambergeoise ».
- 1939-1945 : Bamberg n'est presque pas bombardée durant la Seconde Guerre mondiale, ce qui fait que la ville a subi très peu de dégâts. Toutefois, le bilan humain est lourd (nombreux morts et blessés). La ville est prise le 13 avril par les unités du 15e corps de la 7e Armée US.
- 1979 : l'université est officiellement de nouveau reconstruite. Il existe aujourd'hui une université moderne et une plus ancienne datant déjà de 1647.
- 1993 : le centre-ville historique avec ses églises, palais et maisons bourgeoises médiévales et baroques est inscrit au patrimoine mondial de l'UNESCO.
- 2012 : on fête le jubilé de la construction de la cathédrale.

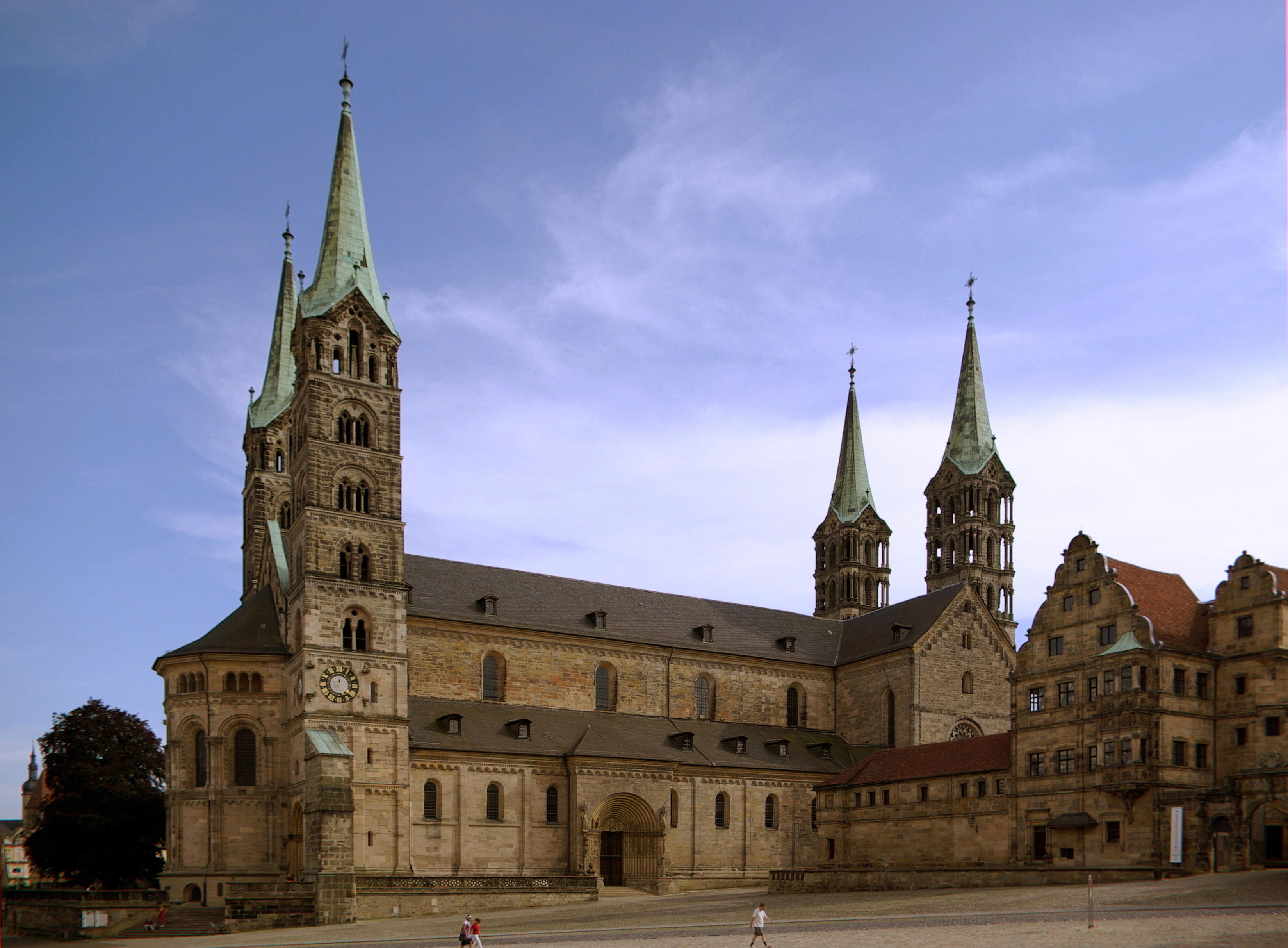
Cathédrale de Bamberg.
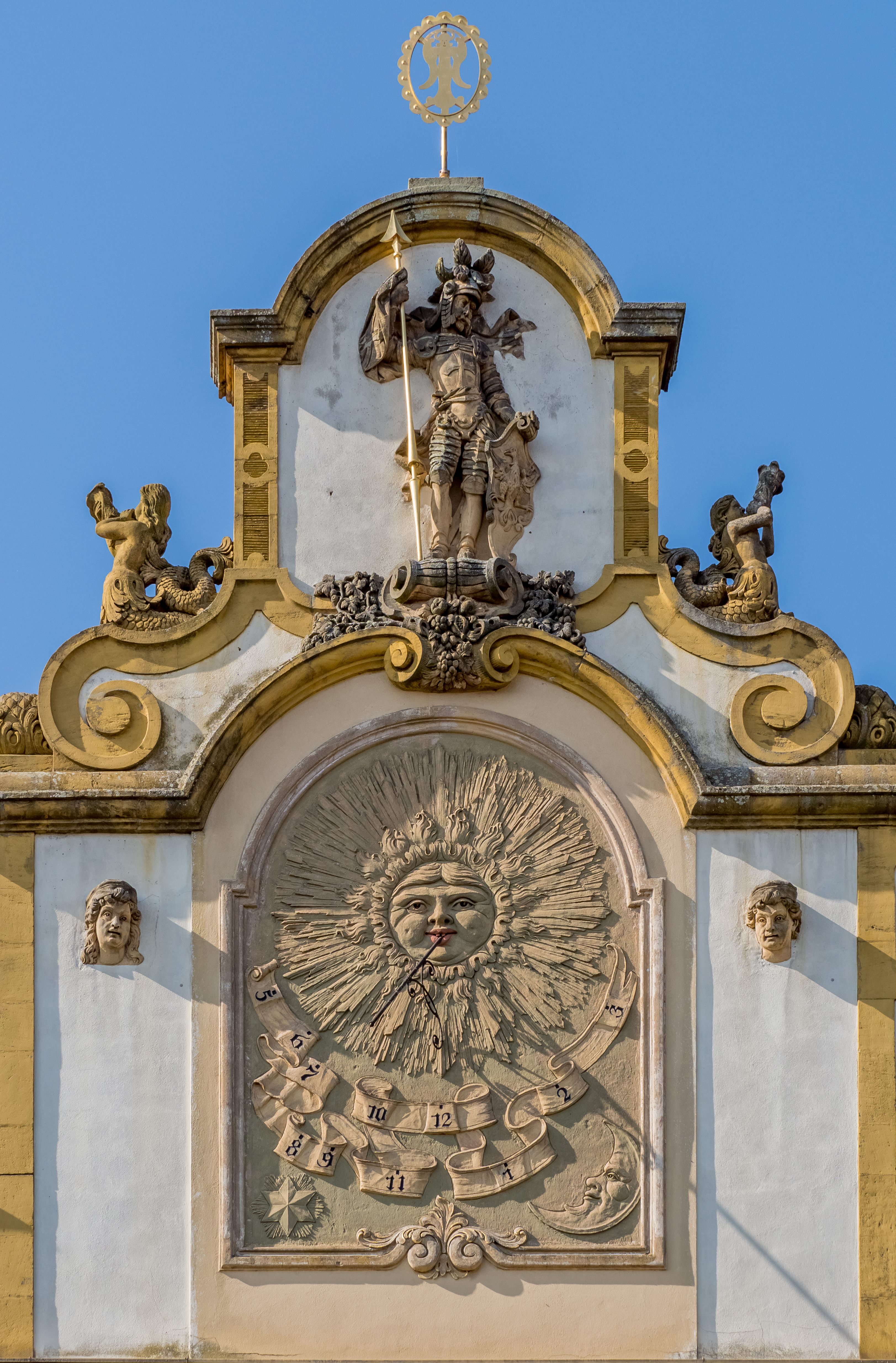
Cadran solaire à l'école Luitpold de Bamberg.
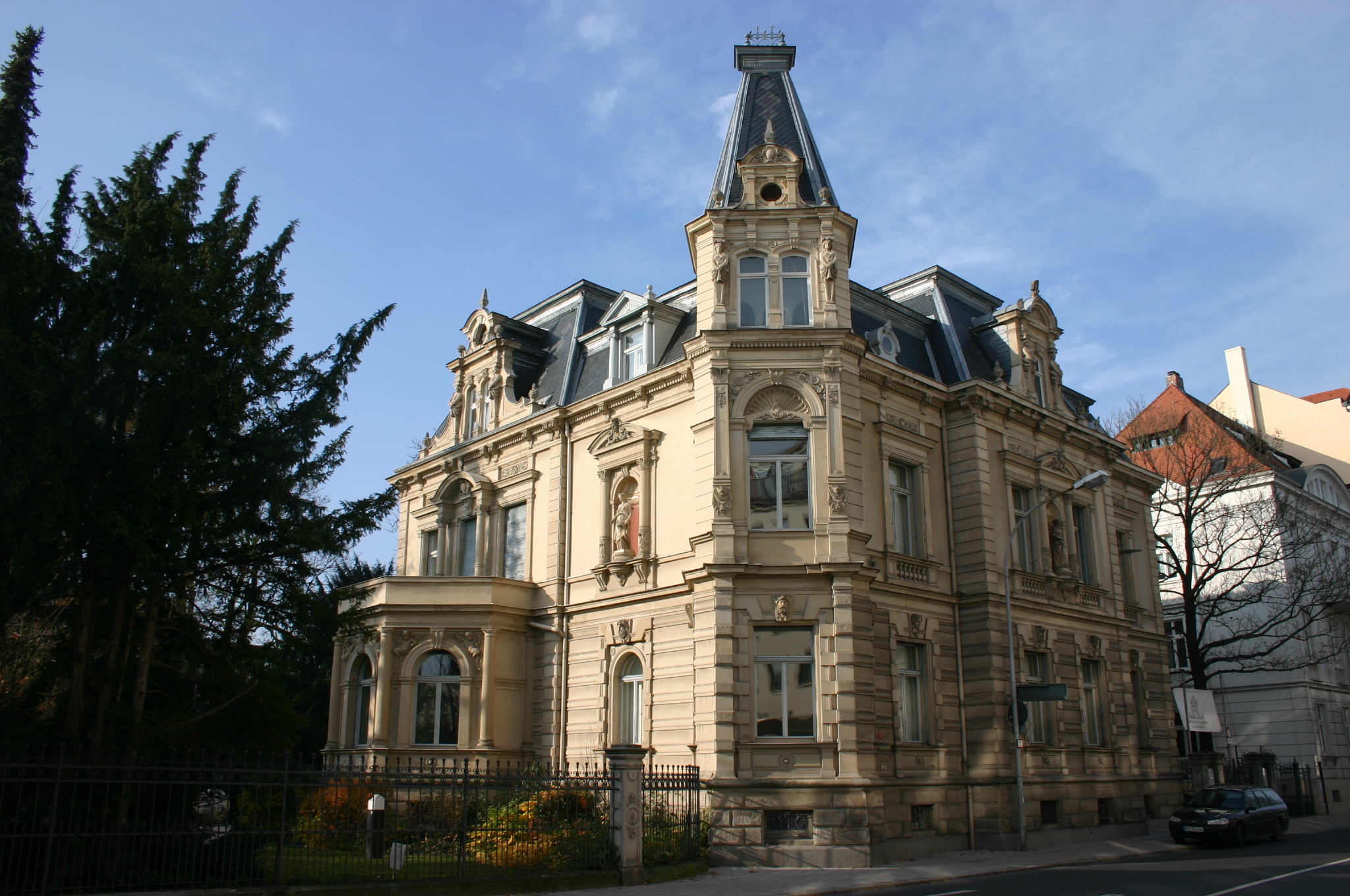
Villa Dessauer.
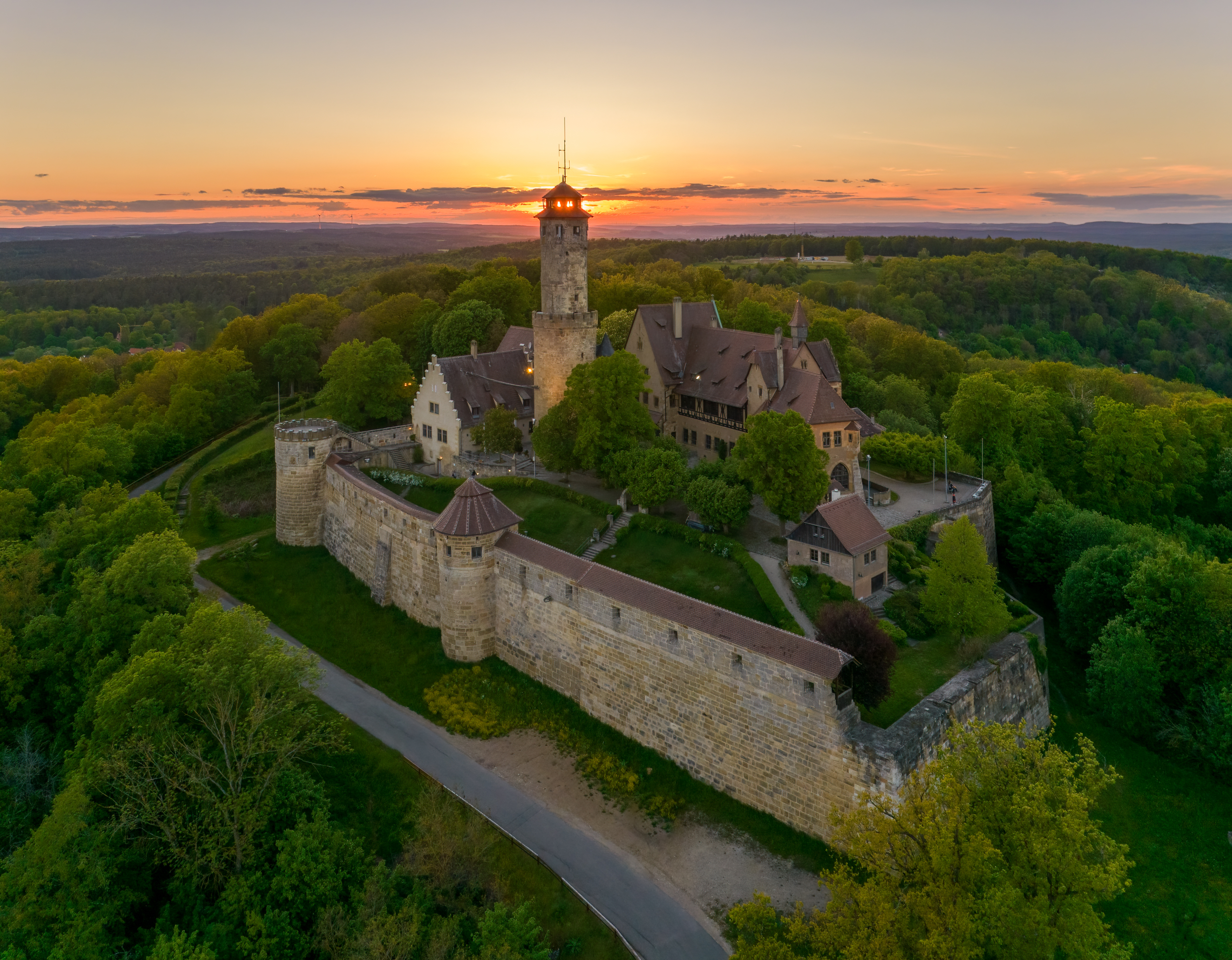
Altenburg de Bamberg.

La ville est considérée comme la « Rome du nord des Alpes » car elle abrite les tombeaux des saints Othon de Bamberg et Henri II, empereur, de son épouse sainte Cunégonde, ainsi que le tombeau d'un des rares papes enterrés au nord des Alpes : Clément II, qui avait été évêque de Bamberg à la création de l'évêché. On la nomme également la « Petite Venise » du fait de son île artificielle construite au milieu de la rivière, île artificielle sur laquelle fut édifié l'hôtel de ville, le prince évêque de l'époque ayant refusé de donner un terrain pour que les bourgeois y installent l'hôtel de ville, symbole des droits municipaux accordés par l'empereur.

## Architecture

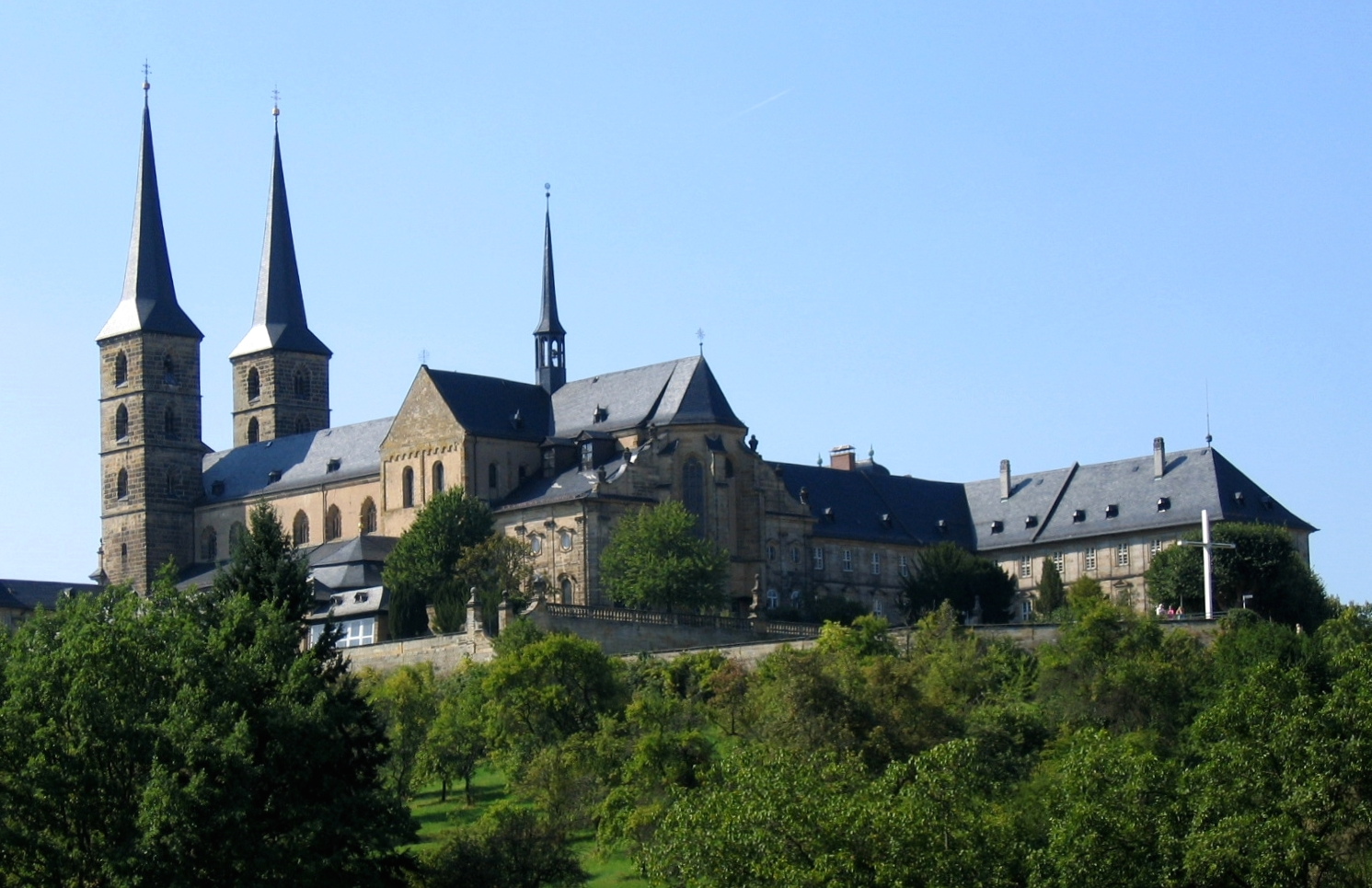
L'abbaye bénédictine Saint Michel.

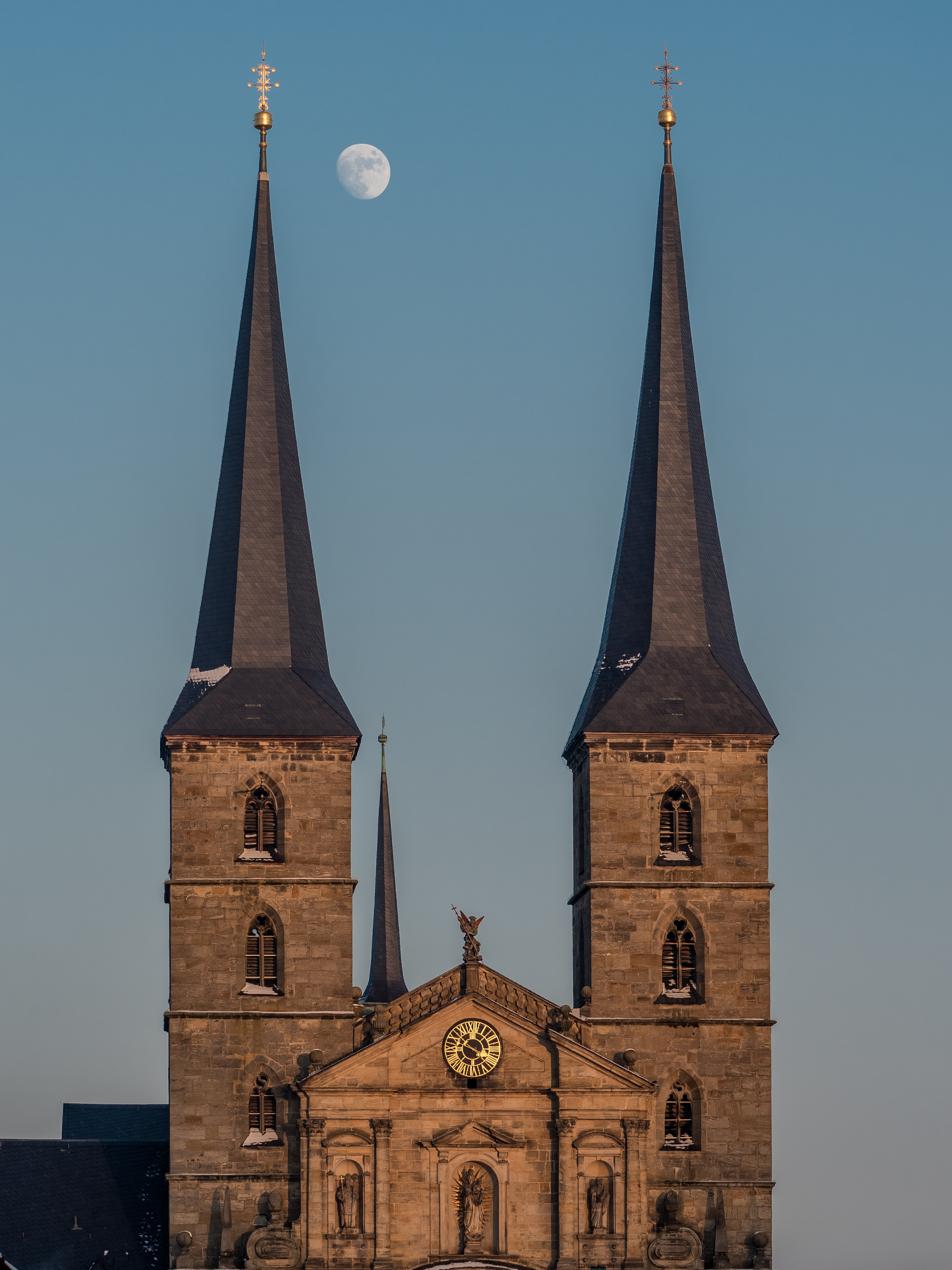
Les tours de l'abbaye.

- Nouvelle résidence, ou palais des princes-évêques de Bamberg, avec sa fameuse roseraie (1733).
- Ancienne résidence, ancien palais épiscopal qui fut édifié sur les fondations du palais impérial des Xe et XIe siècles.
- Cathédrale Saint-Pierre et Saint-Georges, achevée en 1237.
- Ancienne abbaye bénédictine Saint-Michel (en), construite en 1015 à la demande d'Henri II.
- Abbaye Sainte-Foy, ancien prieuré bénédictin, situé sur une colline au-dessus de l'abbaye de Michaelsberg.
- La Maison Böttinger, palais bourgeois urbain typique du baroque

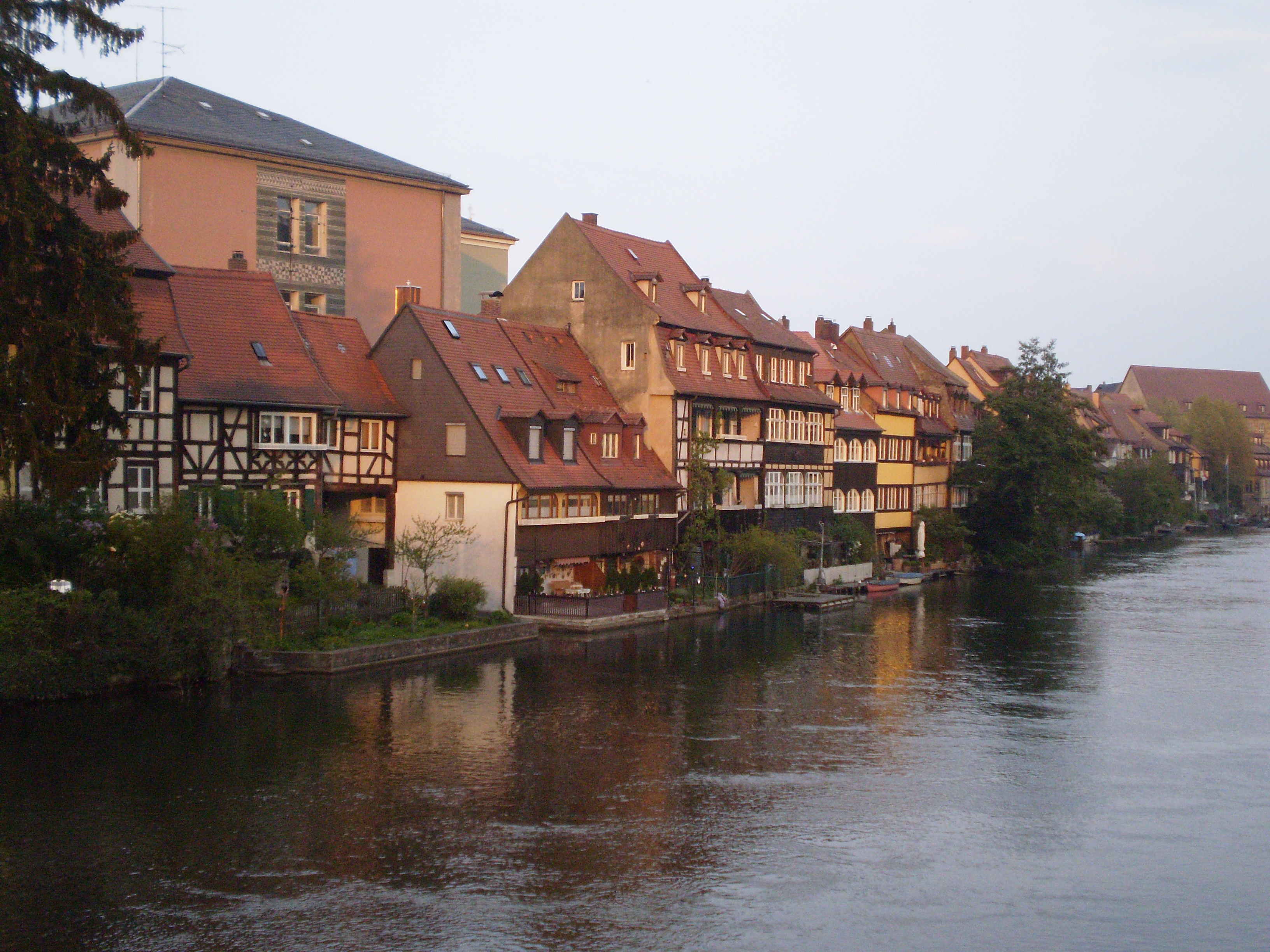
La Petite Venise.
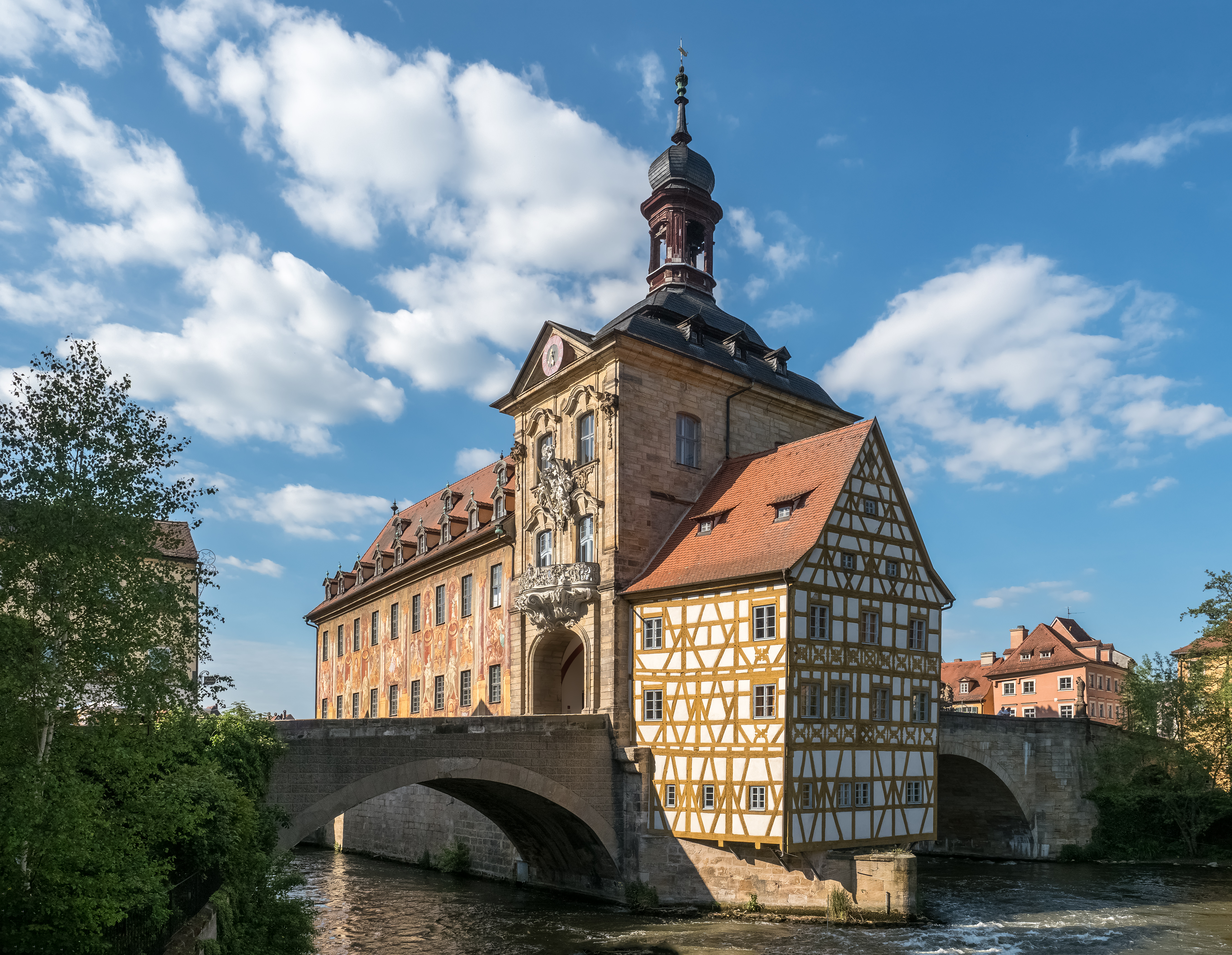
L'ancien hôtel de ville.
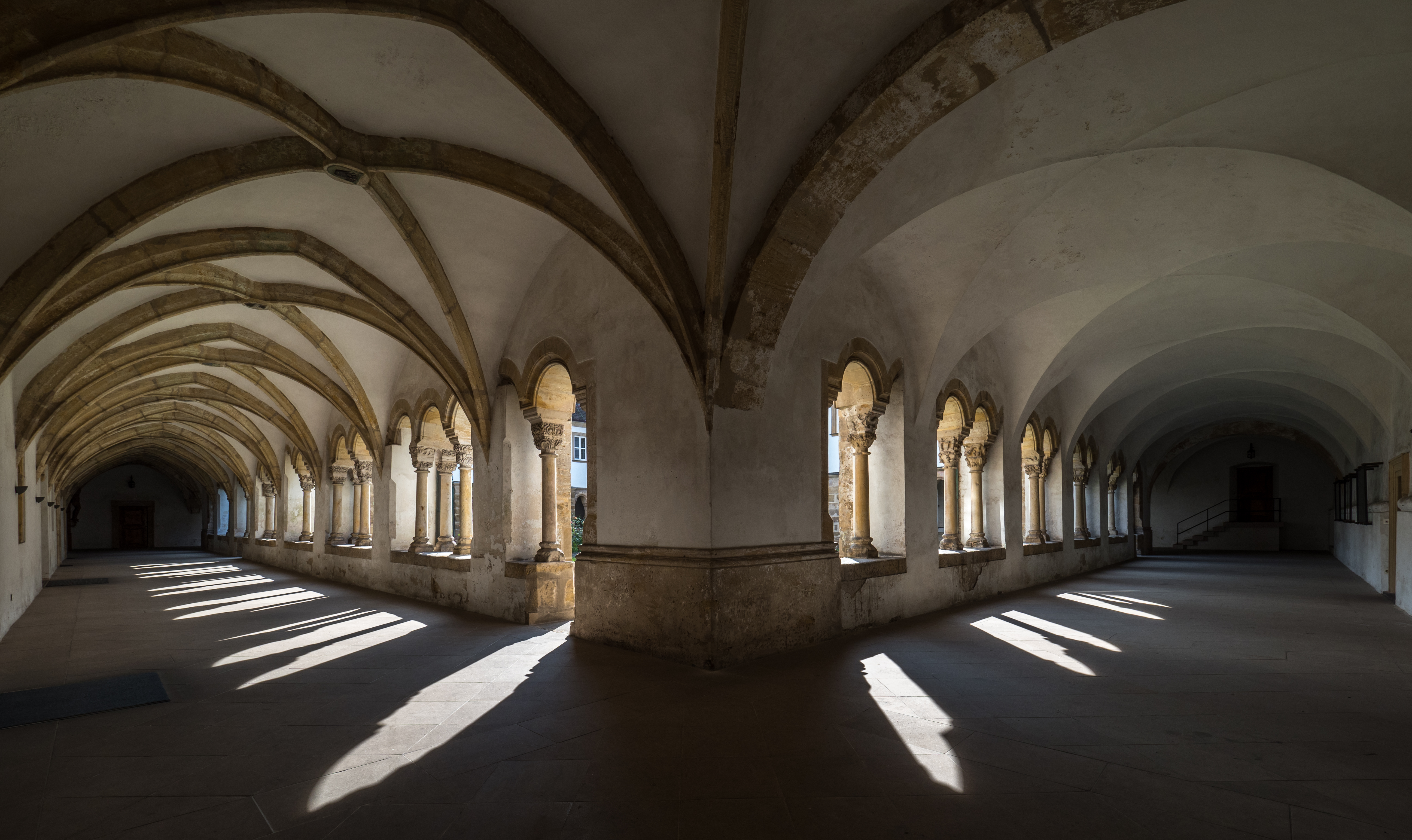
Le cloître du monastère de l'ordre du Carmel à Bamberg.
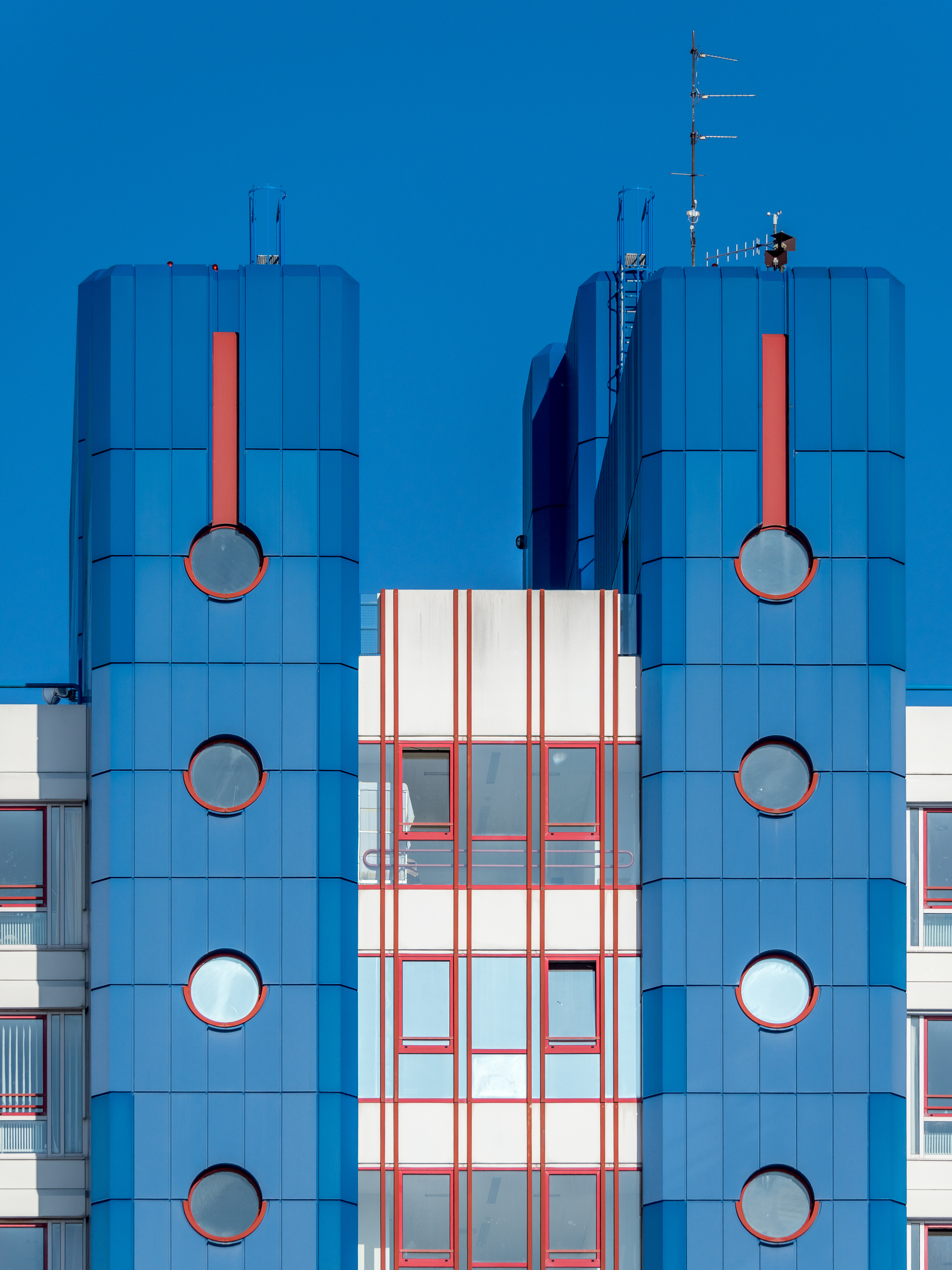
Le côté sud de l'hôpital de Bamberg.
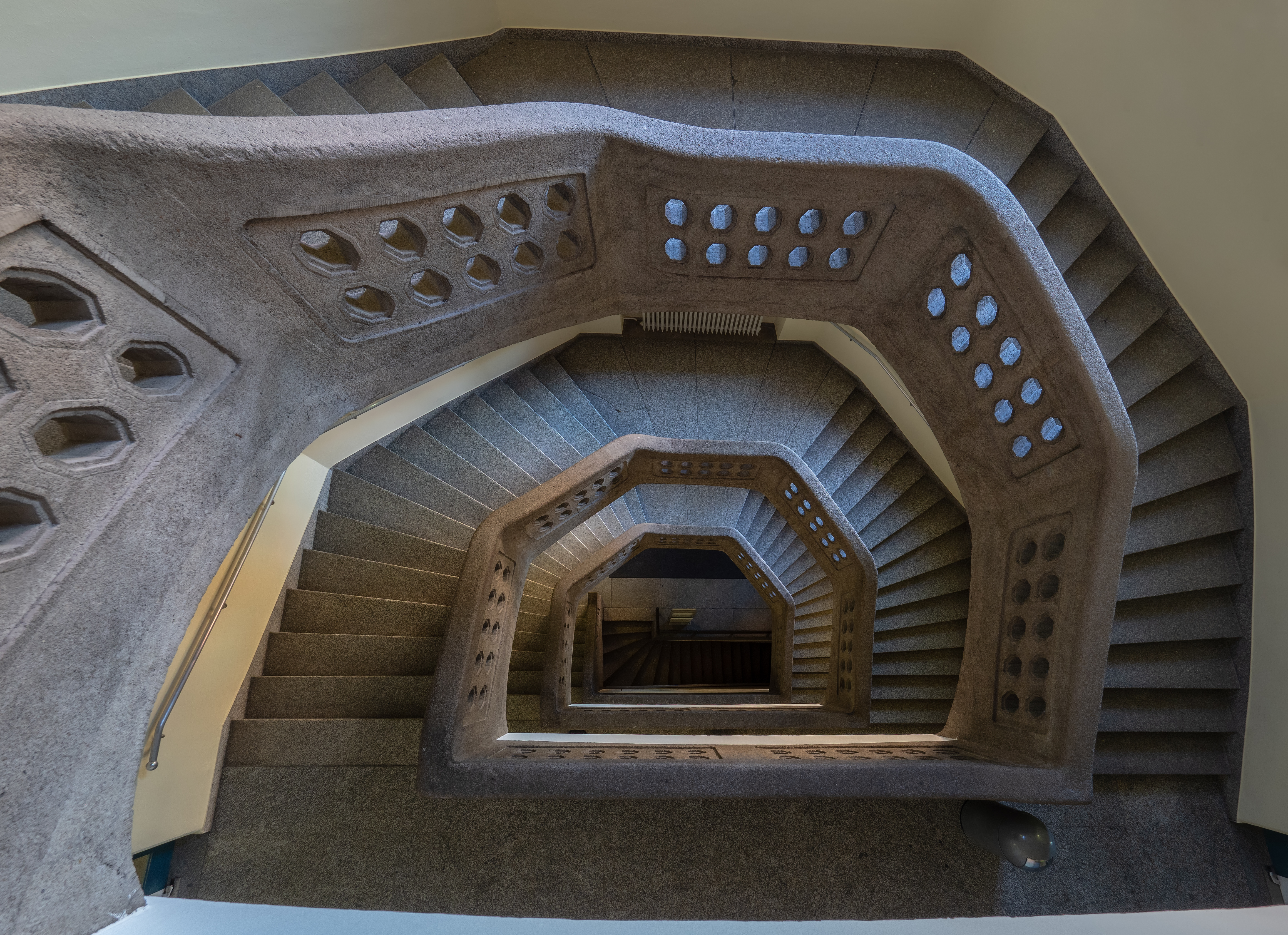
Escalier à Wilhelmspost de Bamberg. .
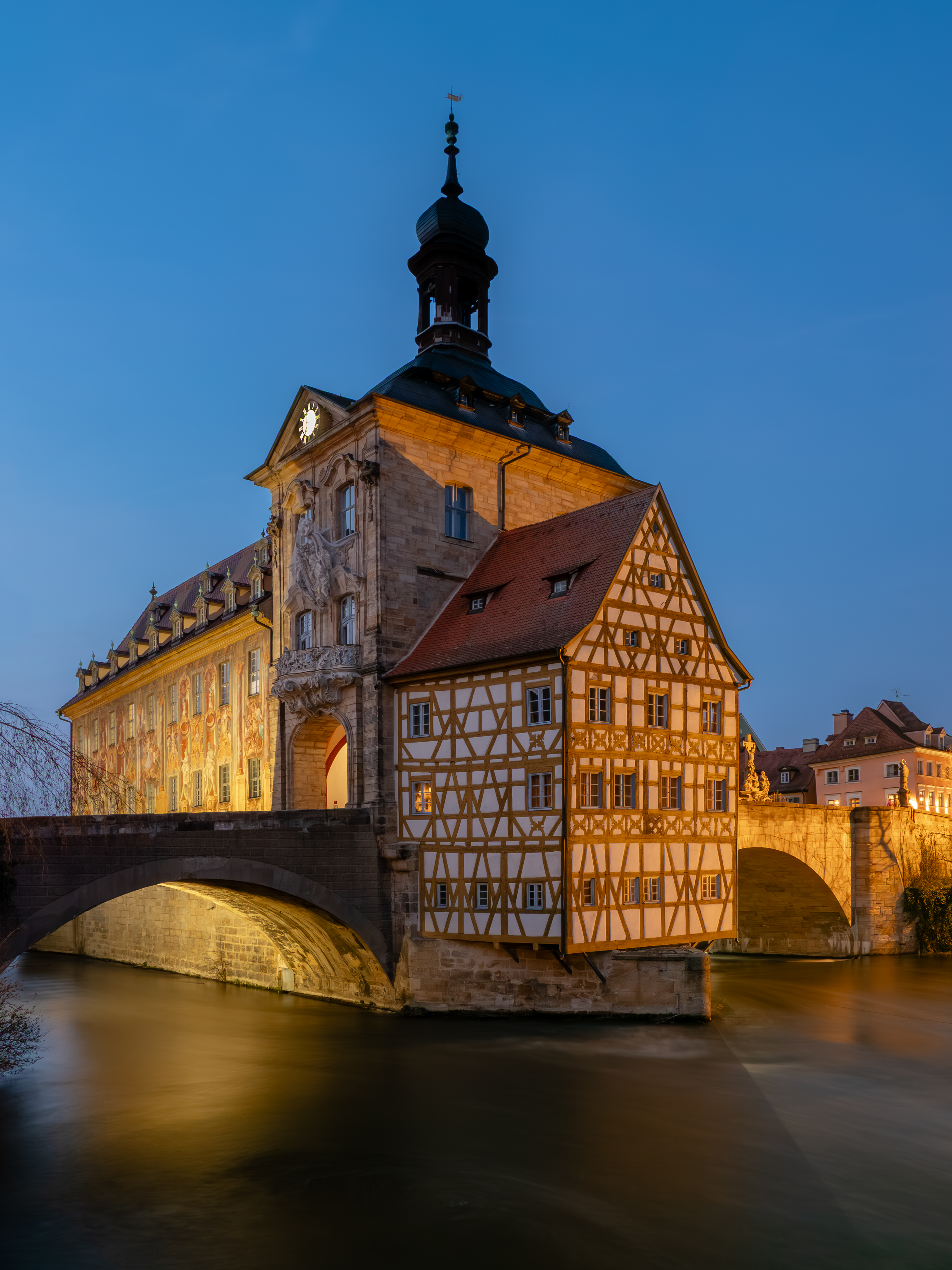
L'ancien hôtel de ville de Bamberg de nuit.

## Culture

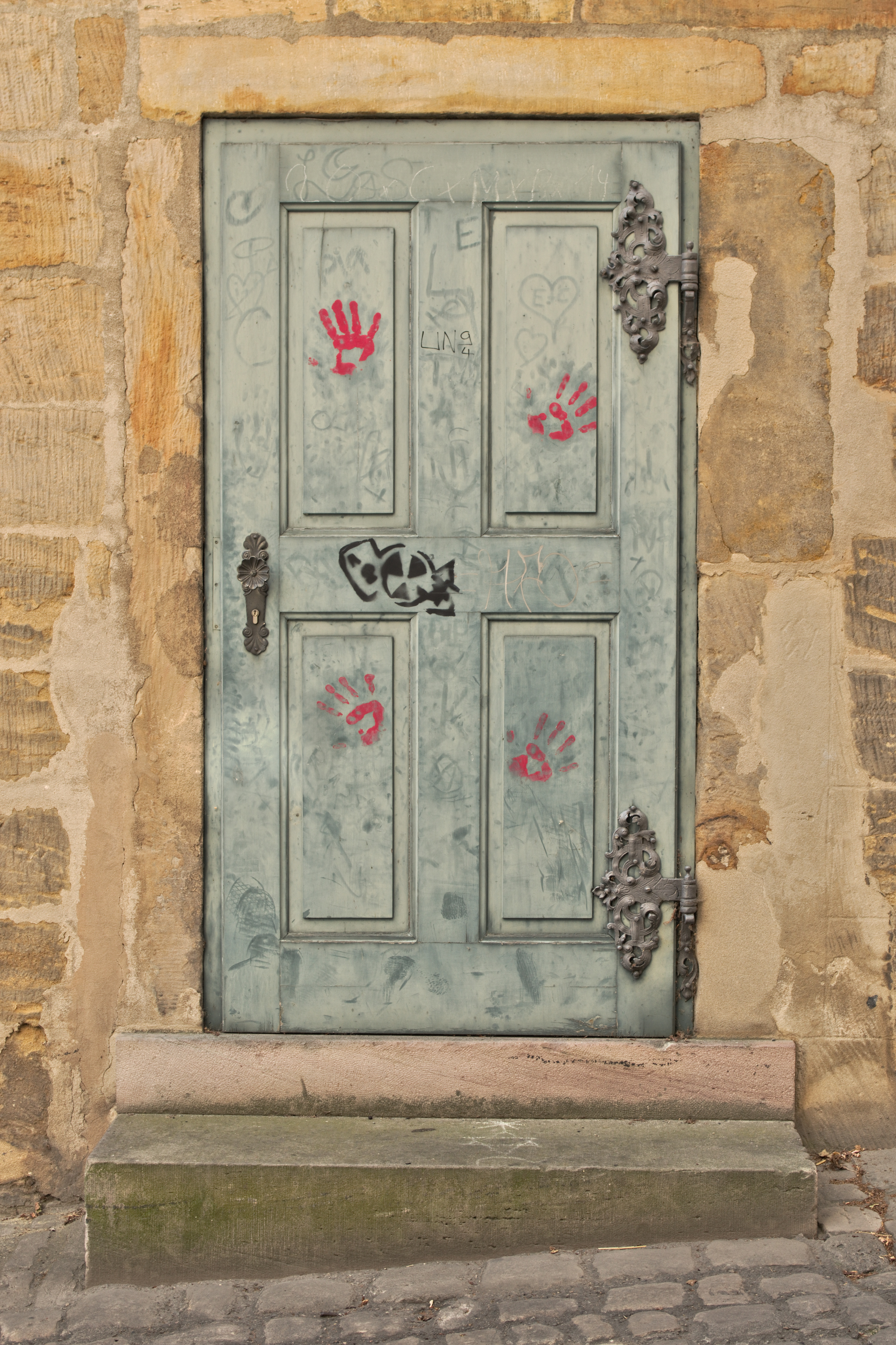
Une vieille porte à Bamberg.

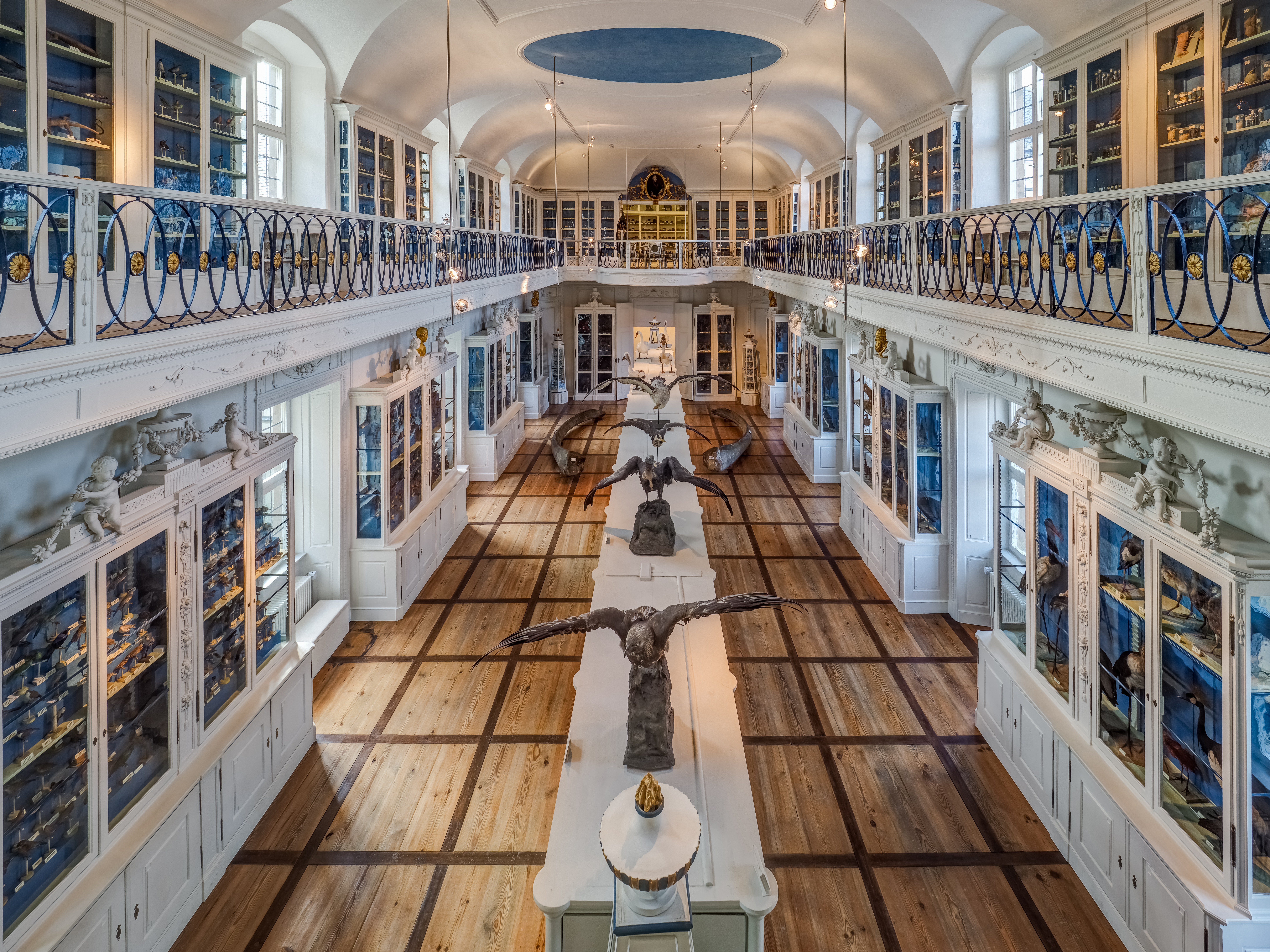
La salle des oiseaux dans le musée naturel historique de Bamberg.

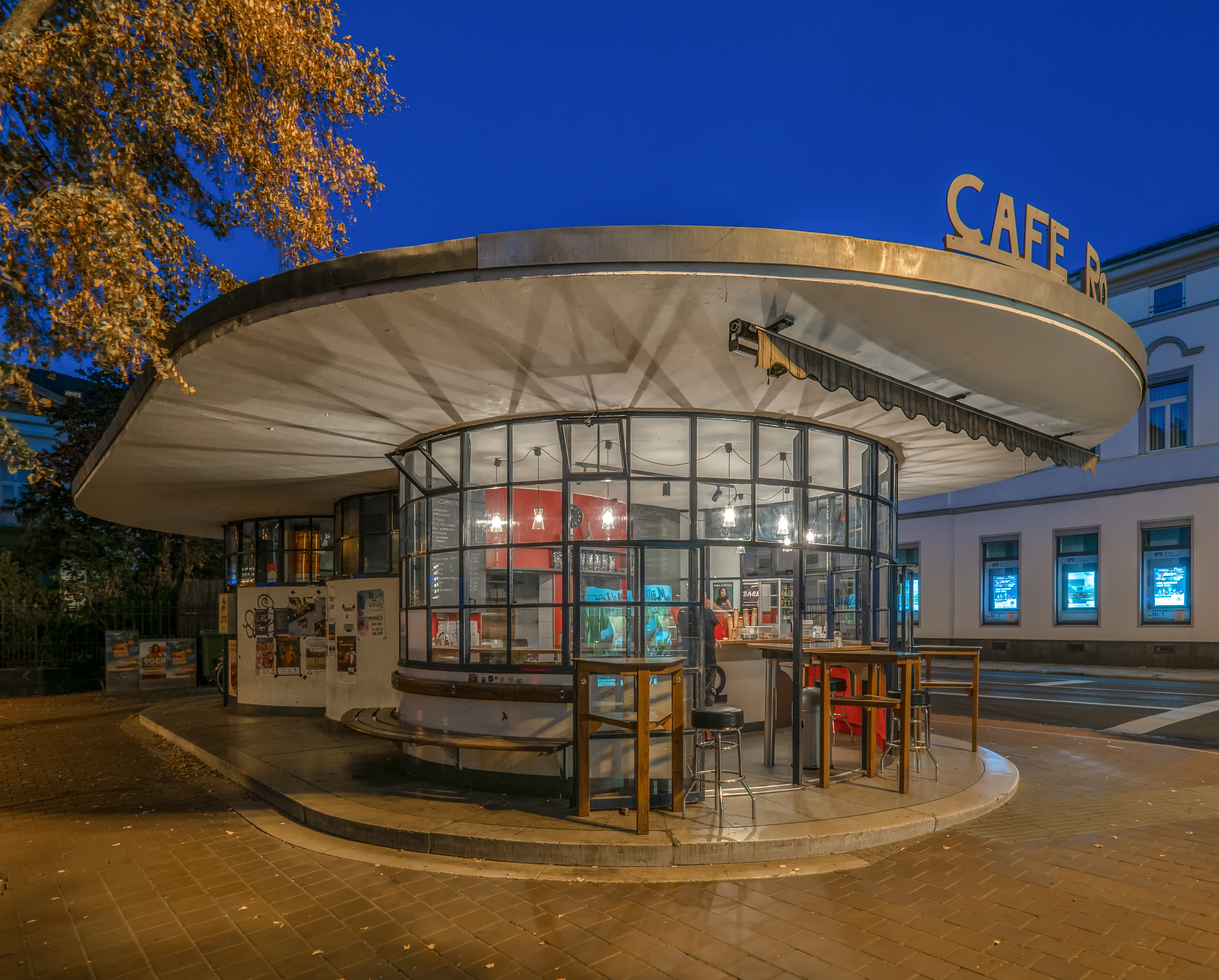
Le café Rondo à Bamberg occupant l'ancien Reichspostdirektion.

Le centre historique de la ville de Bamberg fait partie du patrimoine culturel mondial de l'Unesco depuis 1993.
La ville comprend aussi ces quelques sites notables :
- Bibliothèque d'État de Bamberg dans la Nouvelle résidence ;
- Théâtre E.T.A. Hoffmann ;
- la maison E.T.A. Hoffmann ;
- la villa Dessauer, construite en 1883 pour un grossiste en houblon[4] ;
- Bamberger Kurzfilmtage.

## Économie
Entre 1971 et 2021 la ville abritait dans sa périphérie une usine de fabrication de pneumatiques du groupe français Michelin. Les 8000m² de l'ancien site seront reconvertis en un pôle d'innovation comprenant les instituts de recherche de  l'Université de Bamberg, l'Institut Fraunhofer ainsi que ceux des universités de Bayreuth et Friedrich-Alexander d'Erlangen-Nuremberg. Au total, 37 millions d'euros seront investis dans le projet « Cleantech Innovation Park » qui doit être opérationnel d'ici fin 2023.
Les bières Aecht Schlenkerla Rauchbier, Keesmann et St. Erhard y sont fabriquées.

## Les crèches de Noël à Bamberg
Ce sont les jésuites qui, les premiers, dressèrent une crèche à Bamberg, au XVIIe siècle. La ville a gardé depuis la tradition d'exposer des crèches sur les places publiques, dans les églises et les musées du premier samedi de l'Avent, avant Noël, jusqu'au 6 janvier (Épiphanie). Près de 35 crèches sont réparties dans la ville.

## Jumelages
- Feldkirchen in Kärnten (Autriche) depuis 1959
- Villach (Autriche) depuis 1959
- Rodez (France) depuis 1965
- Bedford (Royaume-Uni) depuis 1971
- Esztergom (Hongrie) depuis 1990
- Prague (Tchéquie) depuis 1991, premier arrondissement de la ville.

## Personnalités liées à Bamberg
- Henri II (973-1024) et son épouse Cunégonde de Luxembourg (vers 975-1033), inhumés dans la cathédrale de Bamberg.
- Clément II (1046-1047), pape, inhumé dans la cathédrale de Bamberg.
- Othon de Bamberg (vers 1060-1139), évêque de la ville, il évangélisa la Poméranie (canonisé) inhumé dans l'abbaye Saint-Michael.
- Jean Faber (Joannes Faber) (vers 1570-1629), médecin anatomiste et botaniste, né à Bamberg.
- Melchior Otto Voit de Salzbourg (1603-1653), prince-évêque de Bamberg de 1647 à sa mort ; agrandit le collège des Jésuites en fondant la faculté de philosophie et de théologie.
- Frédéric-Charles de Schönborn (vers 1746-1774) fonde la faculté de droit.
- Louis-Alexandre Berthier, maréchal d'Empire et prince de Wagram, mort à Bamberg le 1er juin 1815.
- Josef Manger (1913-1991), haltérophile, champion olympique.
- Karlheinz Deschner (1924-2014), chercheur et écrivain athée.
- Günter Faltin, économiste allemand, né à Bamberg en 1944.
- Matthias Bartelmann, astrophysicien allemand, né à Bamberg en 1965.
- Albrecht Mayer, hautboïste, né à Bamberg en 1965.
- Dorothee Bär, femme politique, née à Bamberg en 1978.